# كارلوس أبو مهور
كارلوس أبومهور توما (بالإسبانية: Carlos Abumohor)‏ (1921 - 2010) هو رجل تشيلي ناجح من أصل فلسطيني، ورجل أعمال ومستثمر فلسطيني شارك في عدد من الأنشطة المالية في تطوير القطاعات المصرفية والإعلامية والعقارية في تشيلي. 
تمتلك شركة أبومهور مكانة عظيمة في ثاني أكبر مجموعة إعلامية في تشيلي. كان رئيس مجلس إدارة واحدة من أكبر المؤسسات المصرفية الخاصة في تشيلي، منذ 18 يونيو 1996. وكان رئيس مجلس إدارة بانكو إسرانو بالإضافة إلى العديد من الشركات التشيلية الكبرى الأخرى. 